# Lugubrilaria lugubris
Lugubrilaria lugubris is een slakkensoort uit de familie van de Fasciolariidae. De wetenschappelijke naam van de soort is voor het eerst geldig gepubliceerd in 1847 door A. Adams & Reeve.